# Grande Prêmio do Canadá de 1994
Resultados do Grande Prêmio do Canadá de Fórmula 1 realizado em Montreal à 12 de junho de 1994. Foi a sexta etapa da temporada e teve como vencedor o alemão Michael Schumacher.

## Resumo
Andrea de Cesaris disputou sua primeira corrida pela Sauber como substituto do lesionado Karl Wendlinger.
A Simtek correu apenas com um carro após a morte de Roland Ratzenberger e as lesões de Andrea Montermini.
Erik Comas foi o primeiro piloto punido por excesso de velocidade no pitlane.
David Coulthard marca os primeiros pontos de sua carreira.

## Classificação da prova
| Pos. | Nº | Piloto                | Construtor        | Voltas | Tempo/Diferença | Grid | Pontos |
| ---- | -- | --------------------- | ----------------- | ------ | --------------- | ---- | ------ |
| 1    | 5  | Michael Schumacher    | Benetton-Ford     | 69     | 1:44:32.1       | 1    | 10     |
| 2    | 0  | Damon Hill            | Williams-Renault  | 69     | + 39.66         | 4    | 6      |
| 3    | 27 | Jean Alesi            | Ferrari           | 69     | + 1:13.338      | 2    | 4      |
| 4    | 28 | Gerhard Berger        | Ferrari           | 69     | + 1:15.609      | 3    | 3      |
| 5    | 2  | David Coulthard       | Williams-Renault  | 68     | + 1 volta       | 5    | 2      |
| DSQ  | 9  | Christian Fittipaldi  | Footwork-Ford     | 68     | Desclassificado | 16   | [ 3 ]  |
| 6    | 6  | J. J. Lehto           | Benetton-Ford     | 68     | + 1 volta       | 20   | 1      |
| 7    | 14 | Rubens Barrichello    | Jordan-Hart       | 68     | + 1 volta       | 6    |        |
| 8    | 12 | Johnny Herbert        | Lotus-Mugen/Honda | 68     | + 1 volta       | 17   |        |
| 9    | 23 | Pierluigi Martini     | Minardi-Ford      | 68     | + 1 volta       | 15   |        |
| 10   | 4  | Mark Blundell         | Tyrrell-Yamaha    | 67     | Spun off        | 13   |        |
| 11   | 24 | Michele Alboreto      | Minardi-Ford      | 67     | + 2 voltas      | 18   |        |
| 12   | 26 | Olivier Panis         | Ligier-Renault    | 67     | + 2 voltas      | 19   |        |
| 13   | 25 | Eric Bernard          | Ligier-Renault    | 66     | + 3 voltas      | 24   |        |
| 14   | 31 | David Brabham         | Simtek-Ford       | 65     | + 4 voltas      | 25   |        |
| 15   | 11 | Alessandro Zanardi    | Lotus-Mugen/Honda | 62     | + 7 voltas      | 23   |        |
| Ret  | 7  | Mika Häkkinen         | McLaren-Peugeot   | 61     | Motor           | 7    |        |
| Ret  | 19 | Olivier Beretta       | Larrousse-Ford    | 57     | Motor           | 22   |        |
| Ret  | 10 | Gianni Morbidelli     | Footwork-Ford     | 50     | Transmissão     | 11   |        |
| Ret  | 34 | Bertrand Gachot       | Pacific-Ilmor     | 47     | Pressão do óleo | 26   |        |
| Ret  | 20 | Erik Comas            | Larrousse-Ford    | 45     | Embreagem       | 21   |        |
| Ret  | 3  | Ukyo Katayama         | Tyrrell-Yamaha    | 44     | Colisão         | 9    |        |
| Ret  | 15 | Eddie Irvine          | Jordan-Hart       | 40     | Spun off        | 8    |        |
| Ret  | 29 | Andrea de Cesaris     | Sauber-Mercedes   | 24     | Pressão do óleo | 14   |        |
| Ret  | 30 | Heinz-Harald Frentzen | Sauber-Mercedes   | 5      | Spun off        | 10   |        |
| Ret  | 8  | Martin Brundle        | McLaren-Peugeot   | 3      | Pane elétrica   | 12   |        |

## Tabela do campeonato após a corrida
| Pos. | Piloto             | Pontos |
| ---- | ------------------ | ------ |
| 1    | Michael Schumacher | 56     |
| 2    | Damon Hill         | 23     |
| 3    | Gerhard Berger     | 13     |
| 4    | Jean Alesi         | 13     |
| 5    | Rubens Barrichello | 7      |

| Pos. | Construtor       | Pontos |
| ---- | ---------------- | ------ |
| 1    | Benetton-Ford    | 57     |
| 2    | Ferrari          | 32     |
| 3    | Williams-Renault | 25     |
| 4    | Jordan-Hart      | 11     |
| 5    | McLaren-Peugeot  | 10     |

- Nota: Observe que somente as cinco primeiras posições estão incluídas nas tabelas.